# Limberg und Offelter Berg

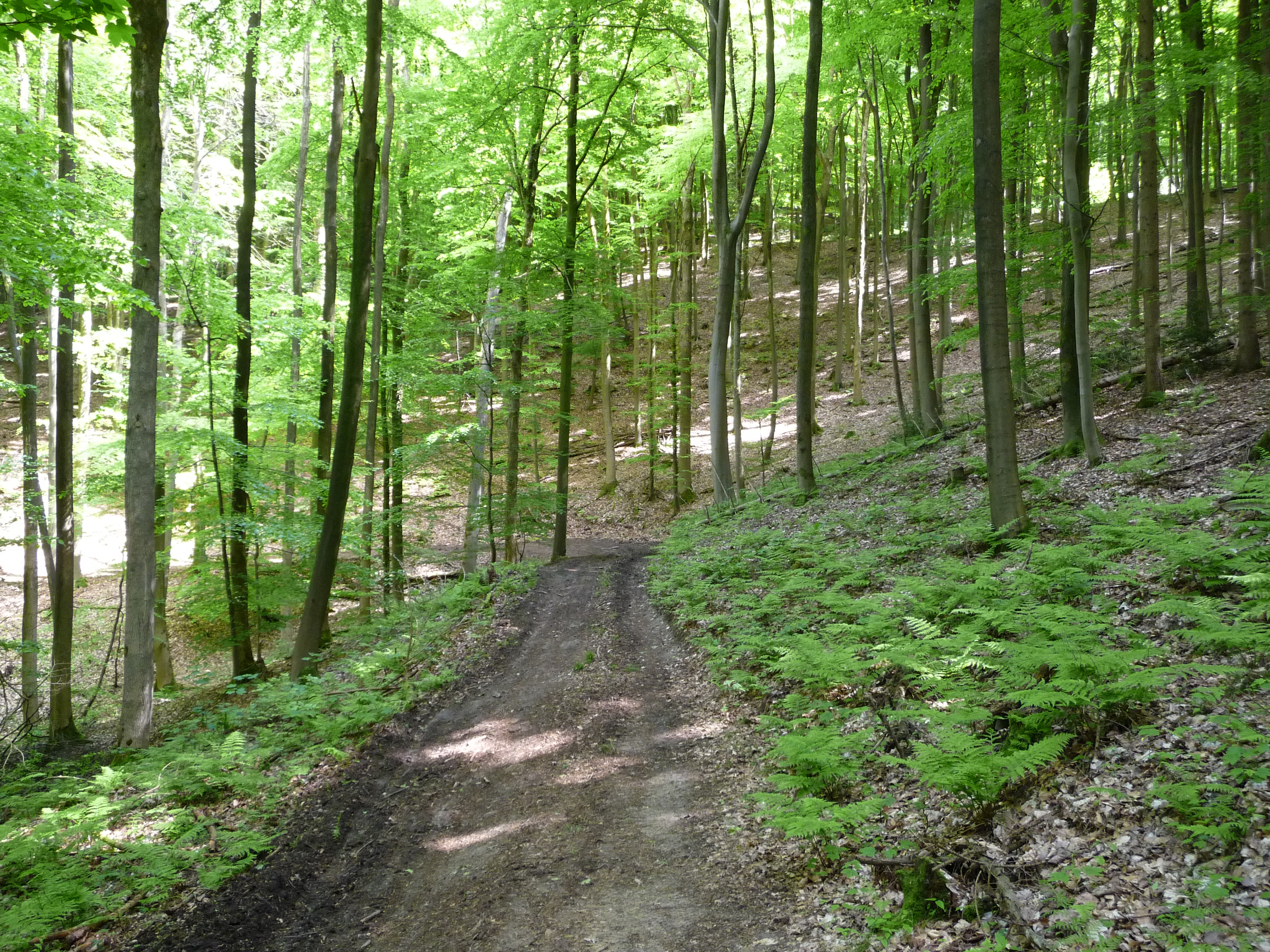
Buchenwald im Naturschutzgebiet

Das Naturschutzgebiet Limberg und Offelter Berg liegt in der Stadt Preußisch Oldendorf im ostwestfälischen Kreis Minden-Lübbecke. Es ist rund 186,1 ha groß und wird unter der Bezeichnung MI-027 geführt. 
Es liegt im äußersten Osten der Egge, einem Nebenrücken des Wiehengebirges, und wird von den Ortslagen der Preußisch Oldendorfer Stadtteile Preußisch Oldendorf im Nordwesten, Offelten im Norden, Bad Holzhausen im Osten und Börninghausen im Süden umgeben. Die Flächen der namensgebenden Berge, der Limberg und der Offelter Berg, sind im Wesentlichen Teil des Schutzgebiets. Im Naturschutzgebiet entspringt der Landwehrbach.
Das Naturschutzgebiet wurde bereits 1935 ausgewiesen und ist damit das älteste des Kreises Minden-Lübbecke und eines der ältesten in Westfalen.

## Bedeutung
Die Unterschutzstellung erfolgte wegen der Seltenheit und besonderen Eigenart der Fläche und zur Erhaltung und Wiederherstellung 
von Lebensgemeinschaften als Refugium für bedrohte und gefährdete wildlebende Tier- und Pflanzenarten.
Besonders schützenswert ist das zusammenhängende Waldgebiet auf den Hügeln des Limberges und des Offelter Berges. Als Teil des Naturraums Lübbecker Eggen zeichnet sich das Gebiet durch einen naturnahen Waldmeister-Buchenwald mit einer artenreichen Krautschicht, Bachoberläufen und Quellbereichen aus.
Außerdem sind die Hainsimsen-Buchenwälder, der Ahorn-Eschen-Hangwald sowie Röhrichte, Obstwiesen und Hochstaudenfluren zu erhalten.